# Edifici de Vidre
L'Edifici de Vidre és una obra de Calafell (Baix Penedès) protegida com a Bé Cultural d'Interès Local.

## Descripció
Es tracta d'un edifici aïllat de forma paral·lelepípede, fet amb una estructura mixta: la vertical és metàl·lica i l'horitzontal és de formigó armat. La Roberta és del tipus invertida, plana i no transitable. Consta de dues plantes. Els tancaments de les façanes longitudinals són transparents de vidre subjectat a una estructura metàl·lica i, el de les façanes laterals, són opaques i estan folrades amb plaques metàl·liques. A la façana que dona al carrer hi ha un mur, amb xamfrà d'acer oxidat (tipus "corten"), revestit amb peces rectangulars de pedra natural d'origen local. Dues de les façanes donen a un jardí que forma part de la mateixa finca.
La distribució interior consisteix en un passadís, situat al costat de l'edifici que dona a l'avinguda de la Sínia, mitjançant el qual s'accedeix a diverses estances.
L'estructura vertical és metàl·lica i els sostres de formigó armat. Els paraments exteriors són de vidre i els revestiments de pedra aplacada.
Se situa dins el mateix terreny i parcel·la de Cal Bolavà, albergant els dos equipaments municipals i/o serveis administratius.